# Cogny (Rhône)
Cogny is een gemeente in het Franse departement Rhône (regio Auvergne-Rhône-Alpes) en telde op 1 januari 2022 1.198 inwoners.
De plaats maakt deel uit van het arrondissement Villefranche-sur-Saône. In maart 2015 werd de gemeente overgeheveld van het kanton Gleizé naar het kanton Le Bois-d'Oingt.

## Geografie
De oppervlakte van Cogny bedroeg op 1 januari 2022 5,83 vierkante kilometer; de bevolkingsdichtheid was toen 205,5 inwoners per km².

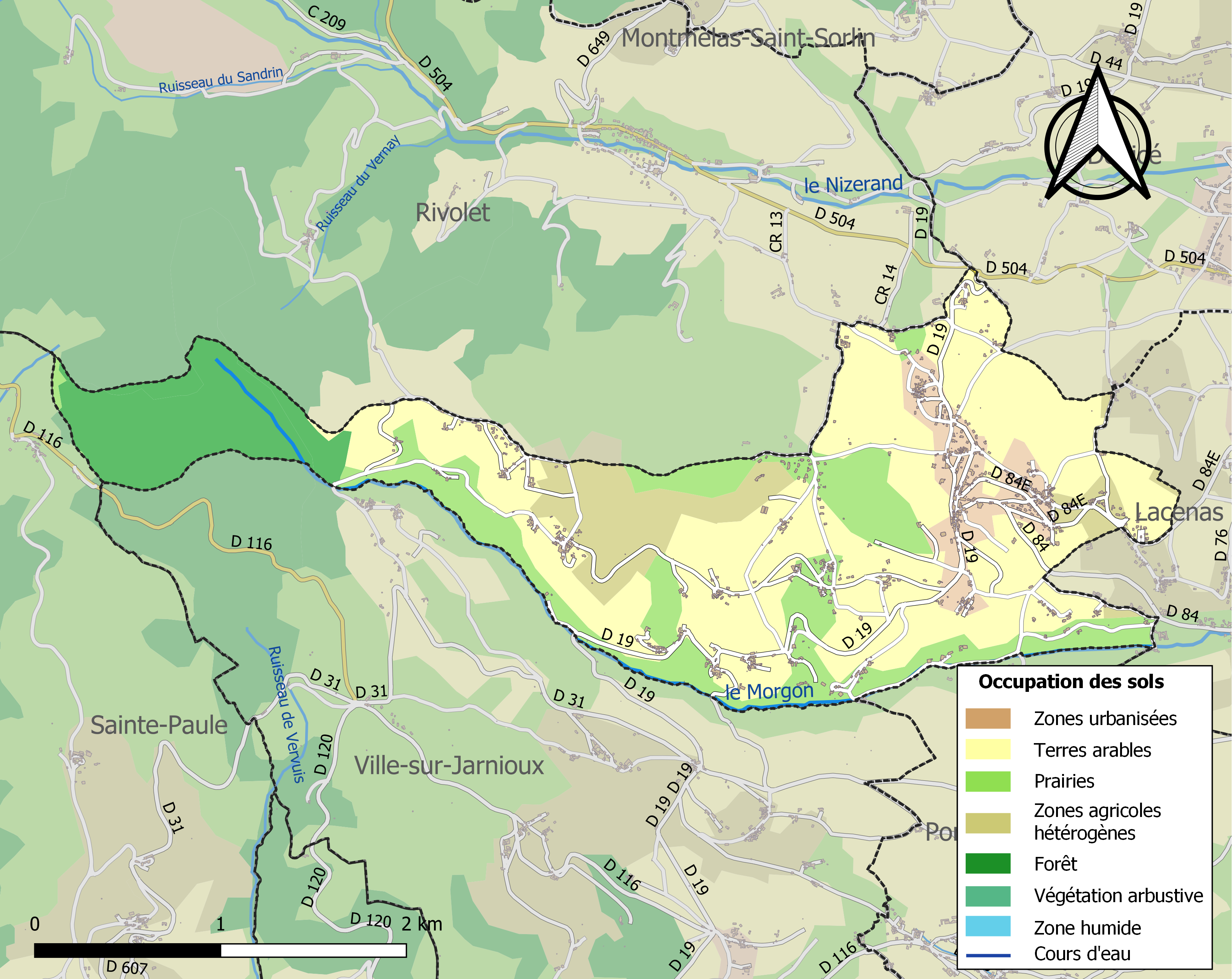
Kaart van de gemeente met de belangrijkste infrastructuur, bodemgebruik en omliggende gemeenten

## Demografie
Onderstaande figuur toont het verloop van het inwonertal (bron: INSEE-tellingen).